# غريغ كاري
غريغ كاري (بالإنجليزية: Greg Carey)‏ (و. 1990  م) هو لاعب هوكي الجليد كندي، ولد في هاميلتون.

## روابط خارجية
- غريغ كاري على موقع دوري الهوكي الوطني (الإنجليزية)
- غريغ كاري على موقع EliteProspects.com (الإنجليزية)
- غريغ كاري على موقع Eurohockey.com (الإنجليزية)
- غريغ كاري على موقع HockeyDB.com (الإنجليزية)